# Kyrkbron, Umeå
Kyrkbron är en bro i Umeå som förbinder Östra Kyrkogatan norr om Ume älv med Tegsvägen söder om densamma. Kyrkbron började byggas 1973 och invigdes 26 september 1975 som Umeås tredje bro över älven. En diskussion om placeringen av bron bredvid kyrkan pågick från tidigt 1960-tal och fortsatte in på 1970-talet. Vid bygget påträffades ett okänt gravfält (en äldre del av kyrkogården) vilket ledde till arkeologiska utgrävningar.
Bron består av två parallella lådbalkar i betong med vertikala raka stöd och är egentligen två separata broar med var sitt körfält med på- och avfartsramper som sträcker sig ut över älven på norra sidan. Syftet med att bygga Kyrkbron var att avlasta Tegsbron, och den dimensionerades därför för en förväntad drastisk ökning av biltrafiken i centrum, vilket visade sig vara en rejäl överskattning.

## Historia

### Bakgrund
Redan på 1930-talet stod det klart att den enda bron över älven i Umeå, Gamla bron, inte längre skulle klara det ökande trafikbehovet. Länsstyrelsen i Västerbottens län gav vägingenjör Oskar Grahnén i uppdrag att göra en arbetsplan samt ritningar för en ny bro eller ombyggnad av den befintliga bron. Grahnéns förslag, daterat 16 juli 1936, visade på flera olika lösningar. Bland annat fanns ett förslag att förlägga bron i Östra Kyrkogatans förlängning, vid Umeå stads kyrka. Ett problem med den lösningen var att bron hamnade nedströms hamnen och därför behövde bron ha segelfri höjd eller ha rörliga brodelar, så att fartygen kunde passera. Sådana lösningar ansågs dock vara för kostsamma. Grahnéns huvudförslag blev i stället att den gamla bron skulle stängas för motortrafik och att en ny bro skulle anläggas vid Västra Esplanadens förlängning.
Tegs municipalsamhälle begärde då en utredning om en bro i Östra Kyrkogatans förlängning, vilket länsstyrelsen utsåg Grahnén att göra. Grahnéns utredning visade på att en svängbro med svängspann var den enda realistiska lösningen, men att de övriga kostnaderna utöver själva bron ansågs för höga. Detta föranledde att han avstyrkte en bro vid Östra Kyrkogatan. Trots det bestämde länsstyrelsen år 1939 att en svängbro skulle ligga vid Östra Kyrkogatan. Ärendet gick till Kunglig Majestät som sände ärendet åter till länsstyrelsen för ny prövning vilket ledde till att länsstyrelsen ändrade sig och beslutade att bron skulle ligga vid Västra Esplanadens förlängning. Denna bro, Tegsbron, invigdes år 1949.

### Utredningar, planer och beslut

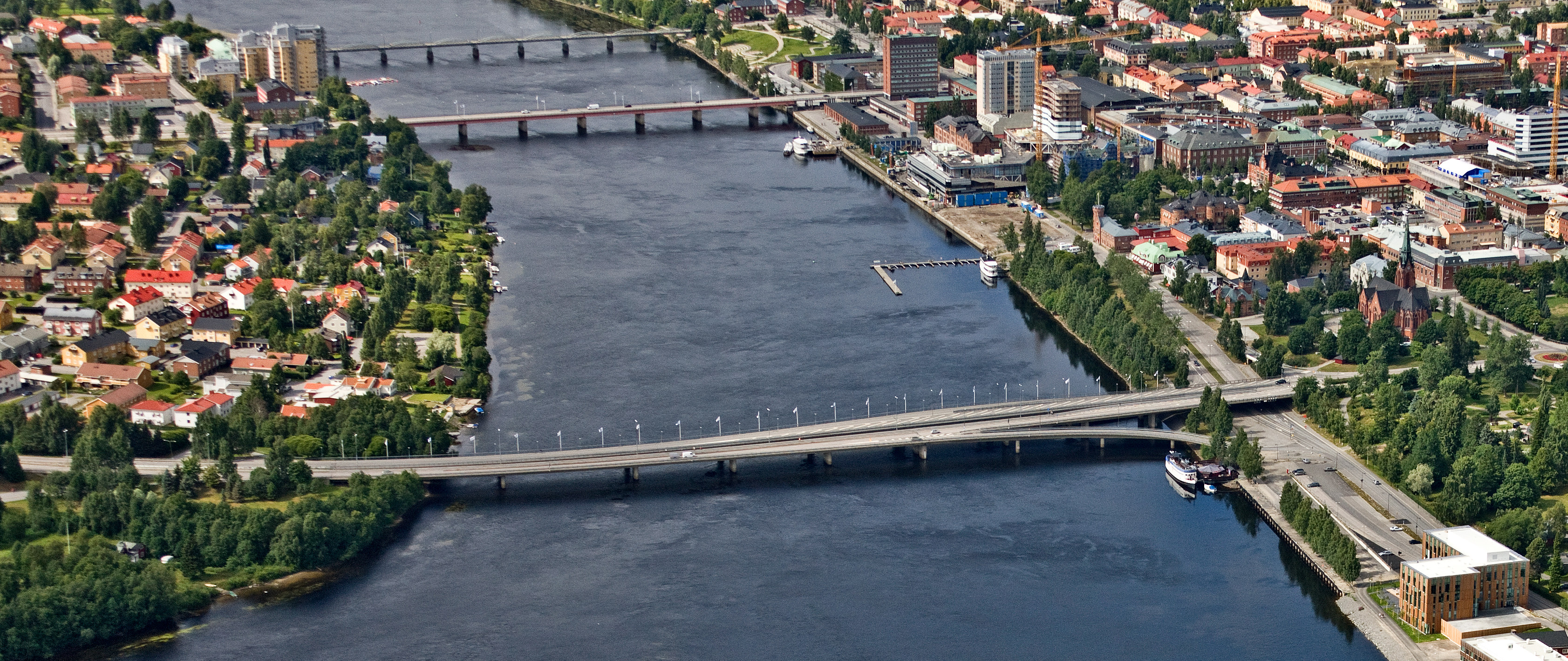
Flygbild över älven 2013. Kyrkbron är den närmaste bron i bilden.

Karta från 2013 med 1966 års östliga alternativ av bro med vägar inritade

Efter att Tegs municipalsamhälle 1960 uppgått i Umeå landskommun blev det aktuellt med en stadsplan för centrala Teg och en generalplan för hela tätorten inför sammanslagningen med Umeå stad 1965. I stadsplanen anvisades mark för bro vid kyrkan samt motorväg från Tegsbron igenom centrala Teg. En stark minoritet i kommunfullmäktige var emot Kyrkbron och motorvägen, då de ville behålla Teg som en enhet.
Generalplanen, med bro vid kyrkan, gjordes av Västerbottenskommunernas arkitekt- och byggnadskontor (VAB) med Åke Lundberg som chefsarkitekt. Förslaget gick ut på remiss till bland annat kyrkorådet i Umeå stadsförsamling, som tillstyrkte brons placering vid kyrkan.
Ingenjörsfirman Orrje & Co anlitades 1963 för att utarbeta en trafikledsplan för Umeå. Även kommunens byggnadskontor gjorde en utredning om brons läge. Året därpå presenterade Orrje & Co trafikledsplanen som tog höjd för vilken trafikkapacitet bron skulle behöva ha år 1980, vilket uppskattades till mer än 40 000 bilar per dygn. Trafikledsplanen slog även fast att bron skulle ligga vid kyrkan i Östra Kyrkogatans förlängning. Kommunfullmäktige antog i början av 1965 Orrje & Co förslag på trafikledsplan och samma år begärde kyrkorådet en ny förutsättningslös prövning av broläget, i och med att gudstjänsterna skulle störas av trafikbuller och den känsliga miljön runt kyrkan skulle förstöras ifall bron byggdes vid kyrkan. Kyrkorådets skrivelse togs upp som en motion i fullmäktige vilket ledde till att Orrje & Co fick i uppdrag att göra en utredning om ytterligare ett läge för bron. I november samma år var utredningen klar och Orrje & Co presenterade två förslag, den ursprungliga bron vid kyrkan och en östligare i Järnvägsgatans förlängning. Den senare benämnes ofta som Österbron eller Snedbron. Broläget vid kyrkan ansågs lämpligast. Åke Lundberg, som blivit länsarkitekt 1964, föredrog Orrje & Co:s östliga broalternativ, där han menade att de tekniska och ekonomiska fördelarna med placeringen vid kyrkan inte motiverade att estetiska och kulturhistoriska värden åsidosattes.
I april och maj 1966 presenterades två utredningar i tryck, Orrje & Co:s "Ny bro över Ume älv: två principförslag" och arkitekt Erik Thelaus "Bro över Umeälven. Synpunkter på miljöfrågor m m". Arkitektfirman Klemming och Thelaus hade av Umeå stad fått uppdraget att närmare studera miljökonsekvenserna av en bro vid kyrkan samt att föreslå en utformning av bron och dess brofäste vid kyrkan. Uppdraget redovisades med bland annat en modell i skala 1:400, planritningar och en promemoria. I promemorian framhåller Thelaus att bron bör vara parallell med Tegsbron, för att passa in i stadsplanens rätvinkliga och regelbundna struktur samt att det är viktigt att bron får ett visuellt sammanhang eller släktskap med Tegsbron. Därför föreslog Thelaus en bro med raka lådbalkar och vertikala raka stöd.
Kort därefter behandlades motionen om ny förutsättningslös prövning av broläget i fullmäktige. Drätselkammaren gick på byggnadskontorets linje och ansåg att alla skäl talade för att läget vid kyrkan hade företräde framför andra alternativ. Fullmäktige biföll drätselkammarens förslag utan omröstning.

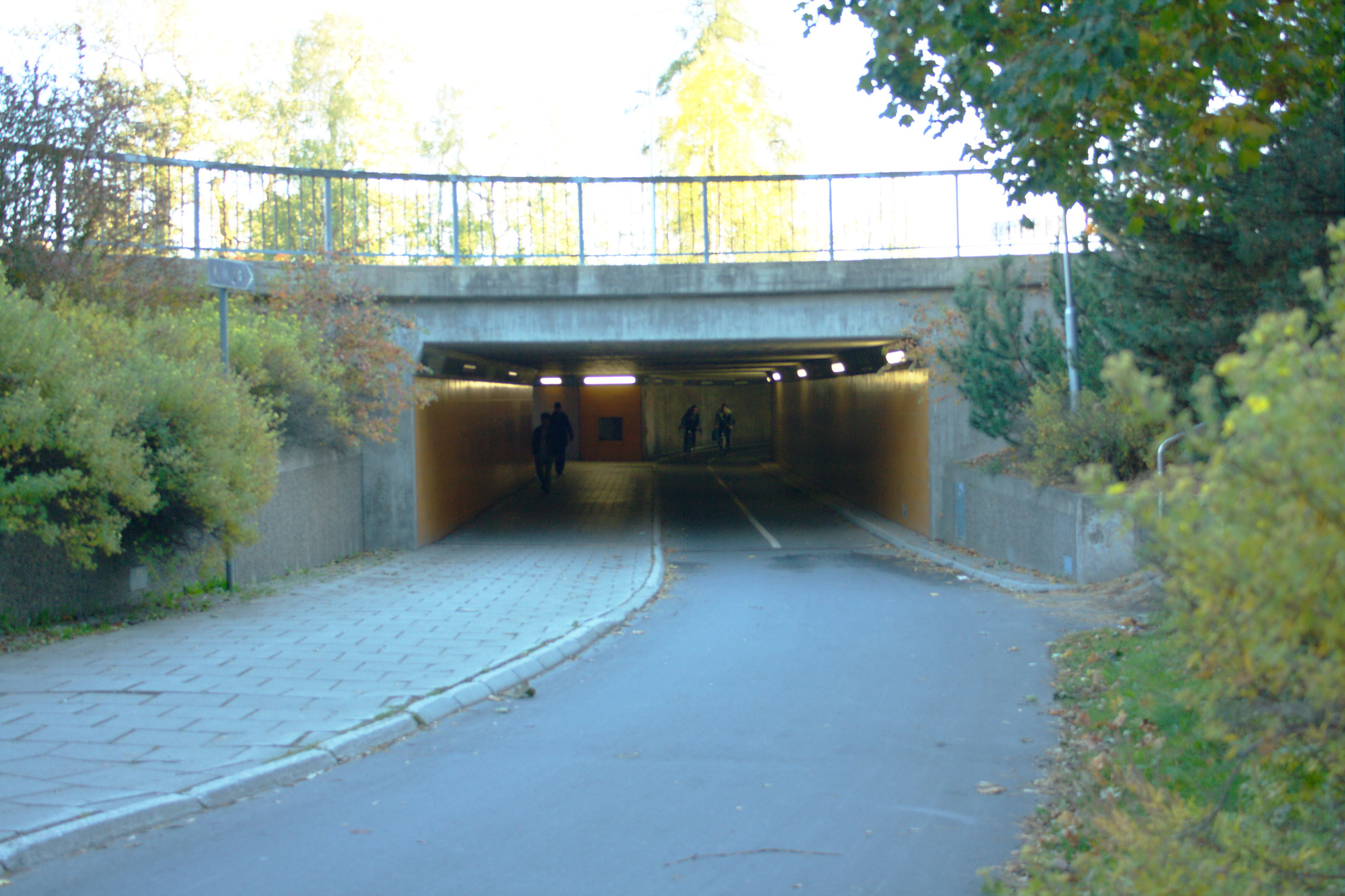
Tunnelmynningen vid Vänortsparken för gång- och cykelbanan vid Kyrkbrons brofäste.

I augusti samma år kom Orrje & Co:s utredning "Förslag till ny bro över Ume älv i sträckning Idrottsvägen–Östra Kyrkogatan" som visade på de trafiktekniska principer som borde ligga till grund för Kyrkbron och den var tänkt att fungera som underlag för stadsplaner för berörda delar av staden. Stadsplanen omarbetades enligt Orrje & Co:s utredning och projekteringen av bron gjordes i samarbete med Vägverket. Olika intressenter kallades in, bland annat Flottningsföreningen vars synpunkter på spannens utformning var viktig, så att flottningen inte skulle störas. På förslag av gatukontoret lades cykeltrafiken mellan brons båda körbanor.
Den nya stadsplanen antogs i fullmäktige 1968. Länsstyrelsen avstyrkte stadsplanen 1969 och ville att ett östligare läge för bron utreddes. Som skäl angavs att Umeå universitets och Norrlands regionsjukhus utbyggnad ändrade förutsättningarna, då dessa ligger öster om centrum. Även Riksantikvarieämbetet besvärade sig över intrång i omistliga värden. Kunglig Majestät remitterade ärendet till Statens planverk som i sin tur begärde yttrande från Statens vägverk som slutligen tillstyrkte att planen fastställdes. Motiveringen var att brons uppgift är att avlasta trafiken på Tegsbron, därför bör den nya bron inte ligga för långt ifrån denna. Därefter tillstyrkte Statens planverk planen och Kunglig Majestät fastställde stadsplanen i september 1969. Två månader senare var Kyrkbron med i vägverkets budget för 1970–1974, med byggstart 1972. Kyrkbron beräknades ta 54,5 procent av trafiken från Tegsbron som då hade cirka 25 000 fordon per dygn, vilket var maxkapaciteten för bron. Prognosen för år 1990 visade på 60 000 fordon per dygn.
Länsarkitekt Lundberg kom med ett sista förslag i februari 1971 där Tegsbron skulle breddas i kombination med en separat gång- och cykelbro. Kommunstyrelsens arbetsutskott beslöt att gatukontoret skulle göra en beräkning för detta. Gatukontoret redovisade 19 oktober resultatet av undersökningarna, som bestod av kostnaderna för att bredda Tegsbron till fyra fält, avfartsramp på Tegsbron österut mot strandleden samt en gång- och cykelbro mellan Jägarvägen och Rådhusesplanaden. Breddningen skulle kosta mellan 1,3 och 2 miljoner, rampen 1,7 miljoner, cykelbron 3,3 miljoner med en förmodad planskild korsning med Storgatan. En tunnel för gång- och cykeltrafikanterna beräknades till 1,6 miljoner. Totalt skulle Lundbergs alternativ till Kyrkbron kosta mellan 7,9 och 8,6 miljoner kronor. Under ombyggnadstiden så skulle det även bli svårt för trafiken att ta sig fram över Tegsbron.
Vid kommunfullmäktiges behandling av årsbudgeten den 28 oktober 1971 föreslog kommunstyrelsen att förslaget "bro över Ume älv" skulle antas. Detta följdes av en het debatt som varade i sex timmar innan kommunfullmäktige beslutade att bevilja anslag till bron. Röstetalet var 25 nej-röster mot 26 ja-röster, där ordförande hade utslagsrösten. Därmed var brons placering vid kyrkan avgjord. Beslutet att bygga bron ledde till att länsstyrelsen fick in 43 besvärsskrivelser mot beslutet. I maj 1972 ingicks ett avtal mellan Umeå kommun och Vägverket att Vägverket skulle bygga bron med start den 16 juni 1972. AB Vägförbättringar fick uppdraget att bygga bron för 18,6 miljoner kronor, där priset räknades upp enligt SCBs indextal, ett inflationsskydd mot pris- och lönehöjningar. I uppdraget ingick även att göra andra arbeten i anknytning till bron, såsom bro över Varvsgatan, gångtunnel samt pålning med mera för vägar.

### Motståndet mot Kyrkbron

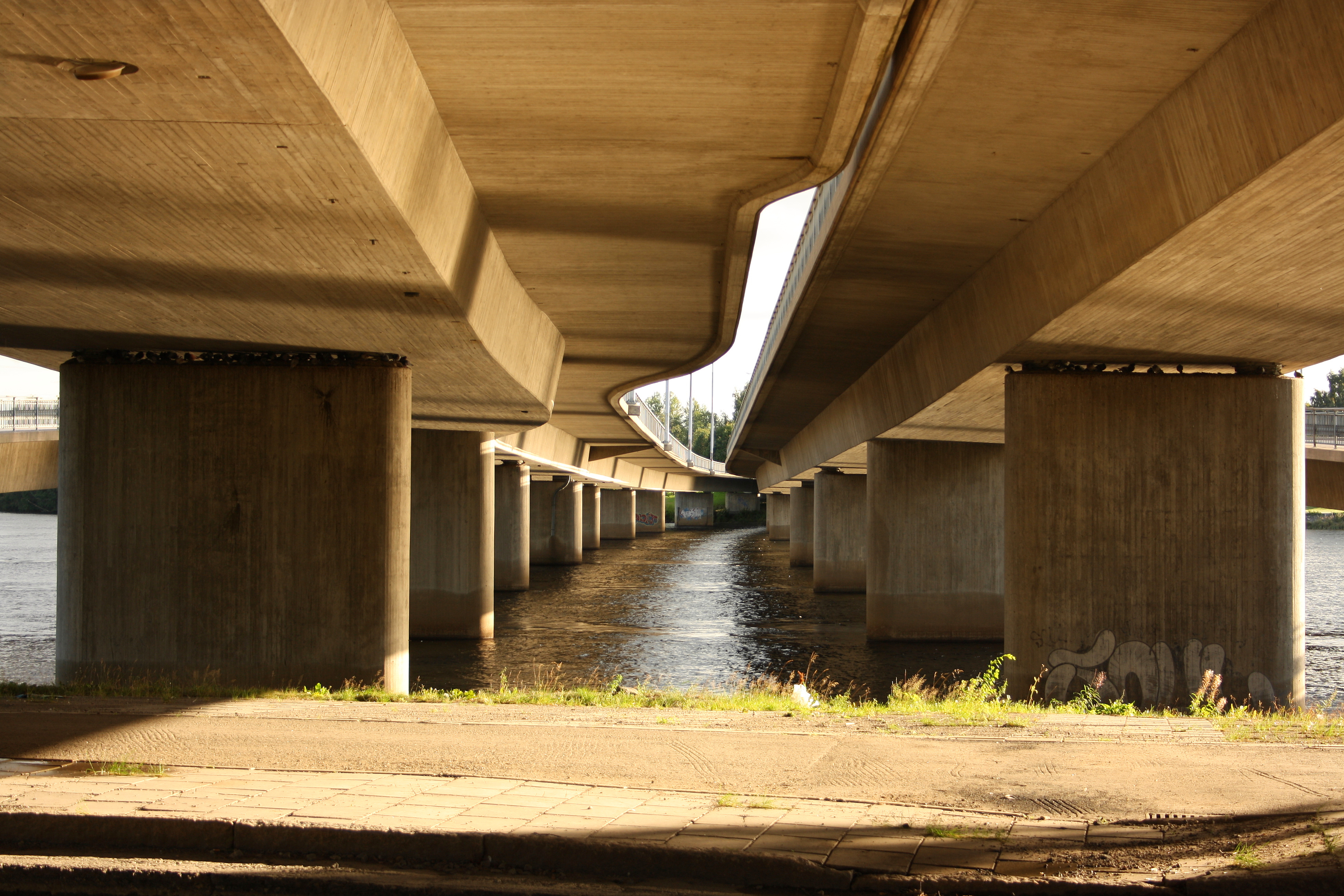
Kyrkbron underifrån. Östra bron till vänster och västra bron till höger.

Debatten om bron fick sin början 1965 i samband med kyrkorådets skrivelse till kommunfullmäktige att gudstjänsterna skulle störas av trafiken vid bron. Länsarkitekt Åke Lundberg blev en av de ivrigaste motståndarna till Kyrkbron och han skrev ett antal promemorior i frågan. Även den nytillträdde landshövdingen Karl Georg Samuelson engagerade sig i motståndet mot Kyrkbron.
I juni 1971 tog länsarkitekt Åke Lundberg upp brofrågan under ett informationsmöte om kommunala frågor i Holmsund. I lokalpressen intensifierades inläggen och olika experter på nationell nivå uttalade sig sedan om bron. Den 2 oktober 1971 nåddes sedan kulmen av motståndet vid en demonstration mot bron i Umeå som initierats av att Västerbottens-Kuriren dagen innan publicerade en läsaromröstning där 84 procent var emot bygget av Kyrkbron.
År 1973 motionerade några centerpartister om att stoppa bygget med motiveringen att kostnaderna hade stigit till 45 miljoner. Motionen avslogs med motiveringen att det för kommunen skulle bli mer kostsamt att arbeta om centrumplanen och häva kontrakt än att fortsätta. Även minskad sysselsättning ifall bygget inte blev av skulle ha konsekvenser för kommunen. Därefter klingade motståndet mot Kyrkbron långsamt av.

### Gravfält och kanonkulor
| ”                                                             | Majorens och Riddarens af Kungl. Svärds Orden, Lars Jakob von Knorrings högtälskade maka, högvälborna, fru, friherrinnan Sophia, Fredrica Stromberg, f. i Stockholm 12 aug. 1774, gift 25 maj 1802, d. i Umeå den 18 febr. 1804. | „ |
| – Text på en av silverplåtarna funna i Strombergs familjegrav | |   |

Sommaren 1972 hittades ett gravfält vid grävningarna för bron intill Umeå stads kyrka. De gamla gränserna för gravfältet, som 1646–1837 var stadens begravningsplats, var okända och en gravkarta saknades. Fyndet fick landsantikvarie Sune Zachrisson och Riksantikvarieämbetet att stoppa brobygget för att området skulle genomgå arkeologisk utgrävning. Under ledning av Sibylla Haasum togs det upp 22 schakt i Kyrkoparken, Döbelns park och Skolparken (nuvarande Vänortsparken) mellan den 1 juli och 17 augusti. Resultatet blev att fyrtio kistgravar med omkring sextio skelett samt rester av kistor, kisthandtag, beslag, spikar, utsmyckningar, gravplåtar med mera hittades. Dessutom påträffades i hela området stora mängder tegelstens- och taktegelspill, människo- och djurben, delar av kritpipor, glas-, keramik- och porslinsskärvor, järnspik, plåtbitar, trärester och slagg. I ett schakt påträffades sjutton kanonkulor som troligen härrör från det Finska kriget 1808–1809. Kulorna kan i så fall antingen ha hamnat där vid generallöjtnant Johan Adam Cronstedts försvar av Umeå i mars 1809 eller när den ryske generalen Nikolaj Kamenskij sommaren 1809 försvarade den bro som ryssarna byggt. I den sista graven, en 3,3 gånger 3,8 meter stor gravkammare sydsydost om kyrkan, hittades läsliga namnplåtar som visade att det var landshövding Pehr Adam Strombergs familjegrav. Någon gravsten hittades ej men troligen förstördes den när kyrkan brann 1887 tillsammans med allt arkivmaterial om gravarna. Alla gravar i gravfältet låg i öst–västlig riktning med huvudena i väster, med undantag för Strombergs barn som var gravsatta med huvudena i öster. Kranierna sändes till Tandläkarhögskolan i Umeå för närmare undersökning, varefter samtliga skelettdelar återbegravdes och de övriga arkeologiska fynden togs om hand av Västerbottens museum. Sedan 1996 finns det ett minnesmärke över Pehr Adam Stromberg invid kyrkan.

### Brobygget och invigning
Några tekniska nymodigheter som användes vid brobygget var att en bordsdator användes vid mätnings- och utsättningsarbeten och att avståndsmätning skedde med hjälp av laser. Kyrkbron invigdes den 26 september 1975 av kommunikationsminister Bengt Norling, som påpekade att behandlingen av Kyrkobrofrågan varit ett fint exempel på en fungerande kommunal demokrati. I samband med brobygget genomfördes även en omfattande trafikomläggning i Umeå centrum och Teg blev den första stadsdelen i Umeå att få en egen gång- och cykelväg hela vägen till centrum.

### Efter brobygget
När bygget av Kolbäcksbron påbörjas 1998 hade Kyrkbron cirka 16 600 och Tegsbron cirka 21 600 fordon per årsmedeldygn. År 2010 hade Kyrkbron cirka 15 100, Tegsbron cirka 27 300 och Kolbäcksbron cirka 12 000 fordon per årsmedeldygn.
2004 vann det norska arkitektkontoret Snøhetta en arkitekttävling arrangerad av Balticgruppen, där bostäder på Kyrkbron ingick i det vinnande förslaget. Huvudbyggnaden i förslaget var ett 29 våningar högt hotell på en konstgjord ö i älven, men förslaget visade sig bli problematiskt att genomföra, så det realiserades inte.
Projektet Staden mellan broarna, som handlade om att utveckla centrumområdet mellan Gamla bron i väster till Kyrkbron i öster, påverkade även Kyrkbron, som 2013 fick rampen närmast kyrkan borttagen för att ge plats åt Årstidernas park.

### Framtiden
Kyrkbrons betydelse har reducerats, som en följd av färdigställandet av Kolbäcksbron, minskad mängd trafik i centrum samt Strandgatans omvandling från genomfartsled till en stadsgata. Olika förslag om brons framtida öde har framförts, där de flesta är olika medborgarförslag. Ett av de mera spektakulära förslagen är att ena sidan av bron ska omvandlas till 150–200 parkeringsplatser.